# Championnat d'Albanie de football 1977-1978
Navigation
Championnat d'Albanie 1976-77 Championnat d'Albanie 1978-79
Le Championnat d'Albanie de football de Kategoria Superiore 1977-1978 est la 37e édition de ce championnat.

## Classement
| Rang | Équipe                | Pts | J  | G  | N  | P  | Bp | Bc | Diff |
| ---- | --------------------- | --- | -- | -- | -- | -- | -- | -- | ---- |
| 1    | Vllaznia Shkodër      | 29  | 22 | 10 | 9  | 3  | 32 | 19 | +13  |
| 2    | Luftëtari Gjirokastër | 26  | 22 | 10 | 6  | 6  | 26 | 22 | +4   |
| 3    | Partizan Tirana       | 25  | 22 | 11 | 3  | 8  | 30 | 22 | +8   |
| 4    | Dinamo Tirana         | 24  | 22 | 8  | 8  | 6  | 24 | 20 | +4   |
| 5    | Flamurtari Vlorë      | 23  | 22 | 7  | 9  | 6  | 25 | 20 | +5   |
| 6    | 17 Nëntori Tirana     | 21  | 22 | 7  | 7  | 8  | 21 | 20 | +1   |
| 7    | Tomori Berat          | 21  | 22 | 7  | 7  | 8  | 24 | 29 | -5   |
| 8    | Shkëndija Tirana      | 21  | 22 | 6  | 9  | 7  | 18 | 23 | -5   |
| 9    | Traktori Lushnja      | 19  | 22 | 6  | 7  | 9  | 22 | 28 | -6   |
| 10   | Lokomotiva Durrës     | 19  | 22 | 4  | 11 | 7  | 15 | 24 | -9   |
| 11   | Labinoti Elbasan      | 18  | 22 | 6  | 6  | 10 | 12 | 19 | -7   |
| 12   | Skënderbeu Korçë      | 18  | 22 | 6  | 6  | 10 | 16 | 19 | -3   |

|  | Champion |
|  | Relégué  |

## Barrages de relégation
| Equipe                       | Pts | J | G | N | D | Bp | Bc |
| ---------------------------- | --- | - | - | - | - | -- | -- |
| Besëlidhja Lezhë (D2)        | 4   | 3 | 1 | 2 | 0 | 4  | 1  |
| Naftëtari Qyteti Stalin (D2) | 4   | 3 | 1 | 2 | 0 | 3  | 2  |
| 24 Maji Përmet (D2)          | 3   | 3 | 1 | 1 | 1 | 4  | 4  |
| Skënderbeu Korçë             | 1   | 3 | 0 | 1 | 2 | 2  | 6  |

| Naftëtari Qyteti Stalin | 1 - 1 | Skënderbeu Korçë |
| Besëlidhja Lezhë        | 1 - 1 | 24 Maji Përmet   |
| Naftëtari Qyteti Stalin | 2 - 1 | 24 Maji Përmet   |
| Besëlidhja Lezhë        | 3 - 0 | Skënderbeu Korçë |
| Naftëtari Qyteti Stalin | 0 - 0 | Besëlidhja Lezhë |
| 24 Maji Përmet          | 2 - 1 | Skënderbeu Korçë |

|  | Promu en première division   |
|  | Relégué en deuxième division |

## Bilan de la saison
| Tableau d'Honneur                 |                  |
| Compétition                       | Vainqueur        |
| Championnat d'Albanie de football | Vllaznia Shkodër |
| Coupe d'Albanie de football       | Dinamo Tirana    |

| Promotions et relégations     |                                                      |
| Relégués en First Division    | Skënderbeu Korçë                                     |
| Promus en Kategoria Superiore | Besa Kavajë Besëlidhja Lezhë Naftëtari Qyteti Stalin |